# De Salaberry
De Salaberry es un municipio rural canadiense situado en la provincia de Manitoba.

## Superficie
De Salaberry tiene una superficie de 667,57 km².

## Demografía
En 2021, tenía 3918 habitantes, una densidad poblacional de 5,9 hab./km², y 1295 viviendas.